# Investigación y desarrollo
El término investigación y desarrollo, abreviado I+D o I&D (en inglés, research and development, abreviado R&D), se refiere a las actividades contraídas por corporaciones o gobiernos, para el desarrollo de nuevos productos y servicios, o mejora de los mismos. 
Las actividades de I+D comprenden dos modelos primarios que difieren de una institución a otra, o bien ingenieros que trabajan en colaboración directa en desarrollo de nuevos productos o bien los que trabajan con científicos de la industria dadas las investigaciones aplicadas en los campos de la ciencia y la tecnología.
I+D se diferencia de la gran mayoría de las actividades corporativas en que no se intenta obtener beneficios inmediatos, y generalmente conlleva un gran riesgo e incertidumbre en el retorno de la inversión. Además I+D es crucial para extender las influencias de los mercados a través de la comercialización de nuevos productos.

## Definición
En las fuentes bibliográficas hay varias definiciones exactas del término «investigación y desarrollo», si bien están marcadas por las mismas características. La I+D abarca todas las actividades metódicas y sistemáticas sobre una base de métodos científicos con el cometido de adquirir más conocimientos reales. Este término es usualmente utilizado para la descripción de un departamento específico en las empresas que buscan innovaciones sea en sus servicios o productos.

## Composición de la I+D
En lo que respecta a su relación con su aplicabilidad se puede subdividir la I+D en cuatro actividades, que no se pueden delimitar entre ellas de forma clara y que de hecho se solapan en un proyecto de I+D.

### Investigación de ciencia básica
Tiene como meta el conseguir resultados y experiencias, sin el objetivo de buscar una utilidad práctica. Más bien se trata de ampliar el conocimiento es decir, se trata de diseñar y comprobar teorías e hipótesis de leyes para conseguir así una base para el conocimiento orientado a la aplicación. Dado que los resultados de esta actividad a menudo no puede protegerse o utilizarse, no suele darse en el sector privado, sino más bien en universidades u otras instituciones de investigación.

### Desarrollo tecnológico
El desarrollo tecnológico se ocupa de la obtención y generación de conocimiento y capacidades cuya meta es la solución de problemas prácticos con ayuda de la técnica. Para ello se sirve de los resultados de la investigación de ciencia básica, del conocimiento orientado a la aplicación y de experiencias prácticas. El objetivo es la creación y el cuidado de potenciales de prestaciones tecnológicos o bien de competencia central tecnológica que permiten aplicaciones prácticas directas. El término del desarrollo tecnológico es similar al término investigación de ciencias aplicadas en las ciencias naturales e ingenierías.

### Predesarrollo
El predesarrollo es la preparación del desarrollo en serie del producto orientado al mercado. Se comprueba si nuevas tecnologías pueden implementarse en productos y procesos. Se diseñan los conceptos de los productos y se crean muestras funcionales. El pre-desarrollo tiene como meta mitigar los riesgos de los proyectos que desarrollan para la producción en serie. En el predesarrollo se comprueban si los principios de actuación de la investigación (no industrial) se pueden transferir a la gama propia de productos. Esta actividad se concentra en los componentes y productos con más riesgo a la hora de lanzar el producto.
La gestión de la innovación con su derivación de la estrategia de empresa tiene lugar en el predesarrollo. Con una gestión de ideas sistemática bajo la utilización de técnicas creativas el predesarrollo tiene un impacto en toda la empresa para generar nuevas ideas de productos. Los llamados innovation scouts tienen contacto con redes externas para estar al tanto de cambios tecnológicos relevantes.
El predesarrollo también involucra una serie de análisis financieros con el objetivo de saber:
1. Qué precio es el que le vamos a poner a nuestro producto sobre la base de una investigación de mercado previa.
2. Ese precio aceptado por el público usuario potencial de nuestro producto, cuánta utilidad generará si vendemos el promedio de venta en unidades dentro del mercado? Es decir, cuál será nuestra proyección de ventas?
3. Debemos realizar un análisis de retorno de la inversión y rentabilidad de nuestro desarrollo de producto, restructuración de producto o nuevo servicio. (Gitla Hochman)

### Desarrollo de productos y procesos
En esta última fase se transforman todos los potenciales creados hasta entonces (conocimiento, capacidad, procesos, prototipos) en productos concretos y que se pueden colocar en el mercado. La meta es introducir en el mercado un producto nuevo o mejorado.

### Debate sobre política de I+D
Para el mundo científico es especialmente importante la política, el enfoque dado a la Investigación y Desarrollo. Una determinada política industrial podría repercutir en el fomento a la ciencia aplicada, dando prioridad, tanto en agenda como asignación de fondos de financiamiento, a una ciencia orientada "por misión" (destinada a atacar ciertas áreas consideradas más apremiantes o rentables) en lugar de una ciencia impulsada "por curiosidad" (aquella motivada por el simple afán de descubrimiento). Sin embargo, ambos enfoques no son excluyentes y es perfectamente posible diseñar una política que los integre o equilibre. El descubrimiento del grafeno es un ejemplo de ciencia por curiosidad que ha mostrado un gran potencial económico e industrial.

## Funciones del departamento de I+D en una empresa
La función principal de un departamento de I+D+i es la búsqueda de servicios o productos que puedan hacer mejorar aspectos de una empresa. Este departamento ofrece múltiples ventajas dentro de una empresa, entre las que se encuentran: el desarrollo de nuevas tecnologías que facilitan el trabajo de la empresa, el desarrollo de procesos más óptimos, mayor conocimiento sobre el producto o sector de la empresa, competencia y mercado, etc. 